# Victoria Kakuktinniq
 (septembre 2022).

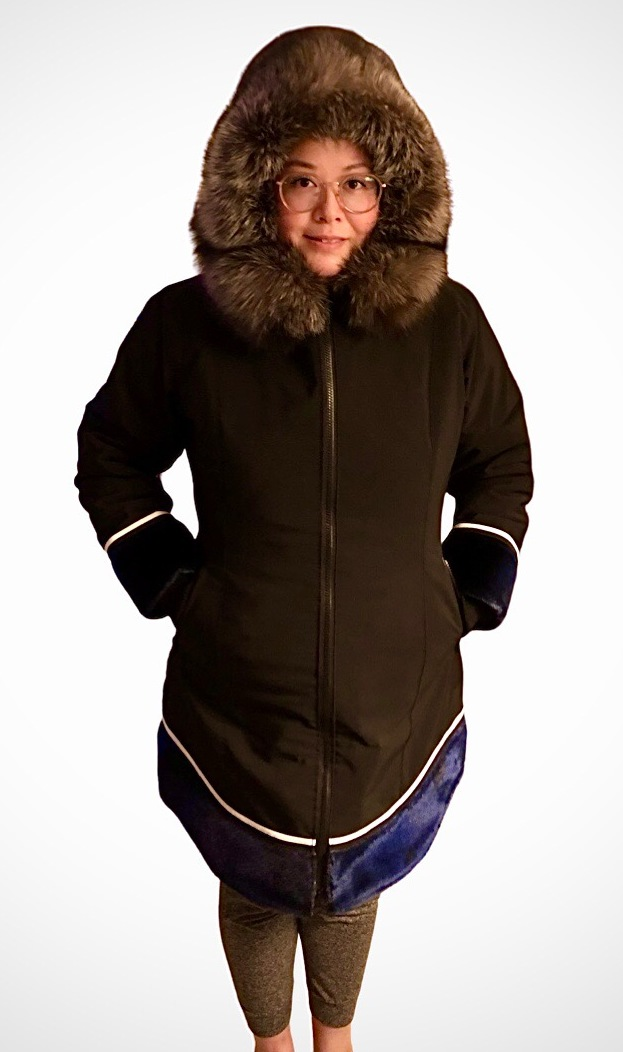
Parka moderne femme par Victoria Kakuktinniq, 2021. Le manteau est en tissu synthétique imperméable avec une bordure en fourrure de renard argenté sur la capuche et une bordure en peau de phoque sur l'ourlet et les poignets. L'ourlet incurvé est typique de l' amauti traditionnel.

Victoria Kakuktinniq, née en 1989, est une créatrice de mode canadienne inuk du Nunavut,. 

## Biographie
Kakuktinniq, qui est originaire de Rankin Inlet, a commencé à concevoir des parkas en 2012 après avoir lancé Miqqut, un programme d'alphabétisation culturelle d'Ilitaqsiniq (Conseil d'alphabétisation du Nunavut), dans lequel les aînés inuits enseignent les techniques de couture aux jeunes participants,,,. Elle est diplômée du programme de design de mode du MC College à Winnipeg, au Manitoba, en 2013 et a commencé à vendre des créations lors de salons professionnels et à utiliser les réseaux sociaux,.
Sous sa marque Victoria's Arctic Fashion, Kakuktinniq coud à la main des vêtements tels que des parkas, des kamiit (bottes d'hiver) et autres accessoires. Son travail est considéré comme une influence majeure dans la mode inuite contemporaine,.  Kakuktinniq décrit son travail comme un moyen de préserver les compétences traditionnelles inuites de la couture et de la production de vêtements, qui ont toujours représenté un aspect important de la culture inuite,,.
Kakuktinniq travaille une combinaison de matériaux modernes et traditionnels, notamment le cuir, la peau de phoque et la fourrure de renard,. Ses parkas incorporent des éléments de vêtements traditionnels inuits, s'inspirant notamment de l'amauti, un pardessus pour femme avec un ourlet incurvé et une capuche volumineuse,. Les éléments modernes incluent des fermetures à glissière asymétriques, un laçage de style corset et un blocage des couleurs.
En 2015, sa marque est nommée entreprise de l'année au Nunavut Trade Show & Conference Elle a ouvert sa première boutique à Iqaluit en 2017,.
Kakuktinniq a présenté des créations lors de nombreux défilés de mode au Canada et à l'étranger. Sa première grande exposition était What to Wear in the Winter à la Winnipeg Art Gallery (2015). Elle a présenté une collection printemps/été à la Semaine internationale de la mode autochtone, un événement phare de la Semaine de la mode de Paris (2019). Kakuktinniq a collaboré avec d'autres designers inuits qui lui ont fourni des bijoux, des accessoires et des chaussures pour ses tenues,,. Plus tard cette année-là, Kakuktinniq a coproduit le défilé de mode Upingaksaaq à Iqaluit, qui mettait en avant des créateurs inuits. En 2020, elle présente une collection Automne/Hiver à la Fashion Week de New York. Elle était l'une des cinq artistes choisies pour concevoir une paire de mukuks pour la série d'artistes Manitobah Mukluks 2021. 
En 2022, Victoria Kakuktinniq s'est associé à la marque de vêtements d'hiver Canada Goose sur une collection capsule pour la troisième itération du projet Atigi, leur ligne de collaboration avec l'organisation nationale inuite Inuit Tapiriit Kanatami. La campagne publicitaire de la collection mettait en vedette des femmes inuites comme modèles : la chanteuse de gorge Shina Novalinga, l'actrice Marika Sila et la mannequin Willow Allen.  Des parkas de cette collection ont été exposés à l'aéroport d'Iqaluit en juillet 2022 dans le cadre de l'exposition organisée par le ministère de la Culture et du Patrimoine du gouvernement du Nunavut.